# SN 2006nm
SN 2006nm – supernowa typu Ia odkryta 28 października 2006 roku w galaktyce A231239+0016. W momencie odkrycia miała maksymalną jasność 22,50m.